# لويس ألفرد إيدي
لويس ألفرد إيدي (بالإنجليزية: Lewis Alfred Eady)‏ هو موسيقي نيوزيلندي، ولد في 12 مايو 1891، وتوفي في 21 أبريل 1965.